# 대홍수 신화

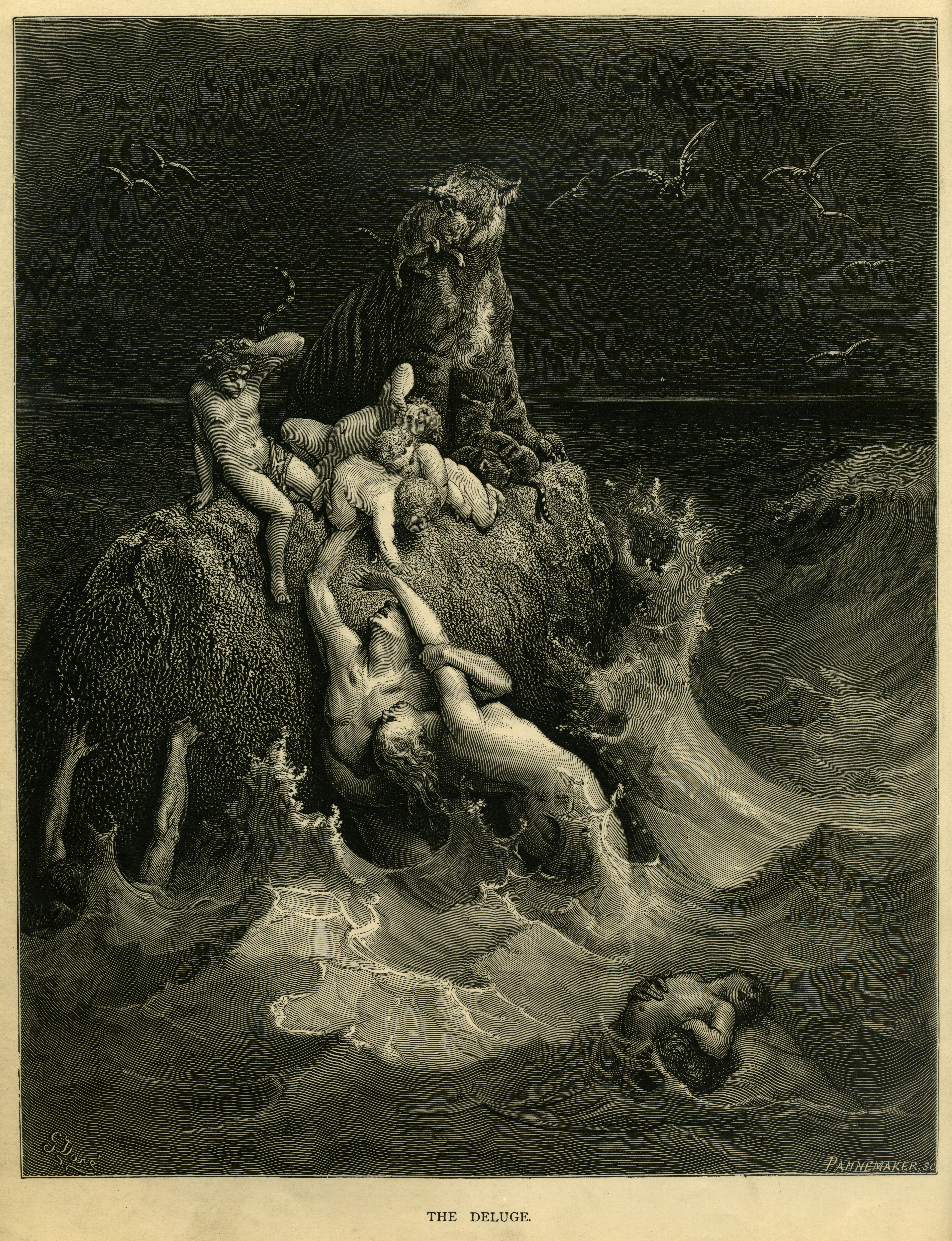
귀스타브 도레의 성경 삽화판의 권두 삽화 "대홍수"

대홍수 신화는 대개 신이나 신들에 의해 보내진 대규모 홍수가 문명을 파괴하는 신화이다. 신이 인류에 내리는 천벌로서 이루어졌다. 이러한 신화의 홍수와 특정 창조 신화에 나타나는 원시 우주 바다 사이에는 종종 유사점이 그려지는데, 홍수의 물은 예를 들어 재탄생을 위한 준비와 같이 인류의 사회 정화를 위한 수단으로 묘사되기 때문이다. 대부분의 홍수 신화에는 "생명에 대한 인간의 갈망을 나타내는" 문화 영웅이 포함되어 있다.
신이 시작한 홍수에 대한 가장 오래된 알려진 이야기는 메소포타미아의 수메르 문화의 것으로, 기원전 18세기까지 거슬러 올라가는 아카드어 아트라하시스 서사시 등에 표현되어 있다. 유사한 홍수 이야기는 창세기 홍수 이야기, 힌두교의 만반타라-산드야, 그리스 신화의 데우칼리온과 피라, 또한 샤이엔족, 블랙피트족, 푸에블로족의 전통을 포함하여 많은 다른 문화에서도 나타난다.

## 신화학

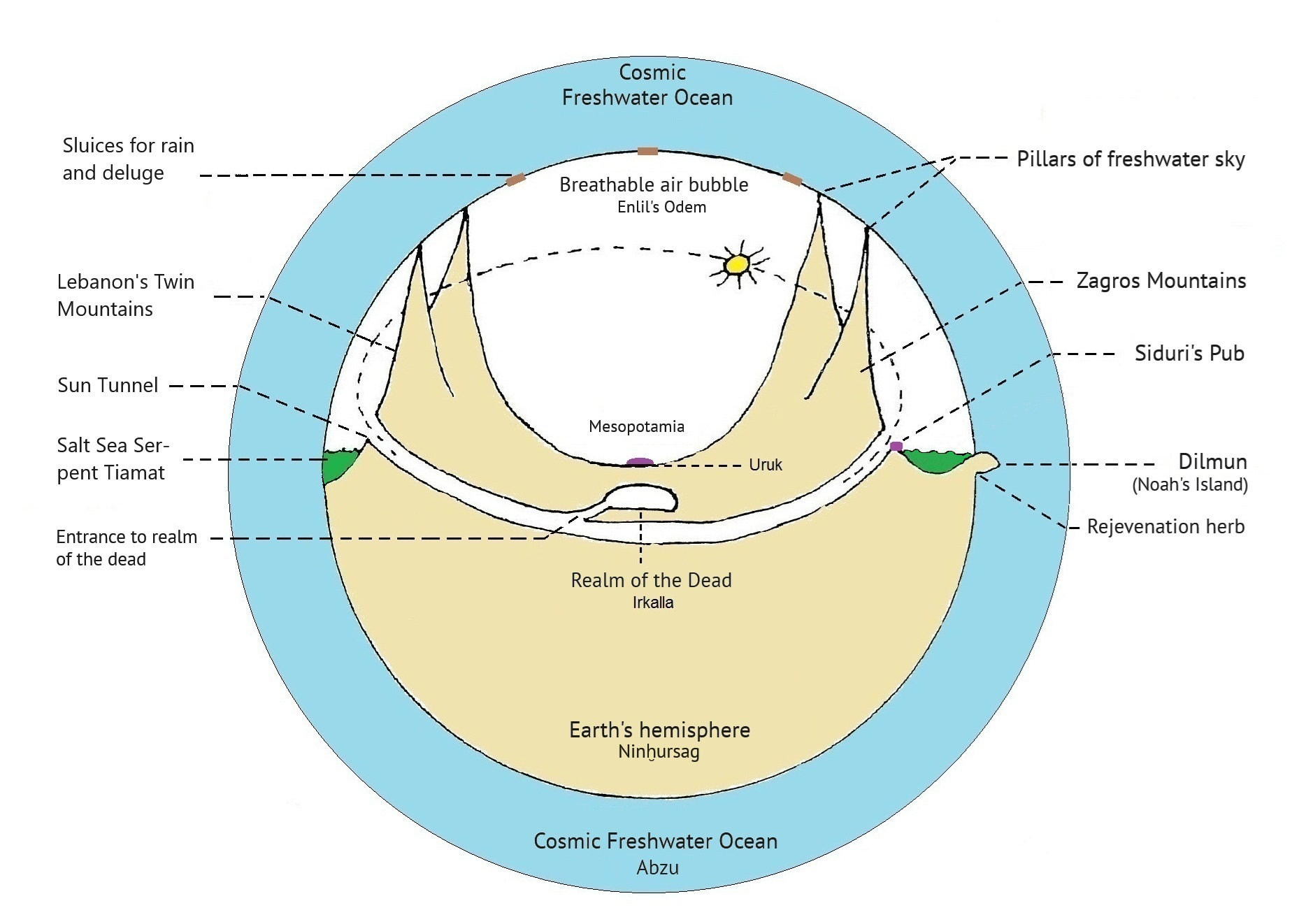
수메르 창조신화는 압주를 우리 행성(그 가운데에 생성됨)을 위아래로 둘러싸는 우주 담수 바다로 묘사하므로, 이 스케치는 바빌로니아 세계 지도와 동일하게 측면도를 보여준다. 숨 쉴 수 있는 공기 방울이 지구에 붙어 있으며, 압주는 아트라하시스의 구명정처럼 지붕 역할을 한다. 우트나피쉬팀(아트라하시스)의 딜문 섬과 같은 추가적인 세부 사항은 길가메시 서사시에서 가져왔다. 중요한 기술적 세부 사항은 하늘에 설치된 수문이다. 이를 통해 관개 시스템 건설에 능숙한 신들은 그들의 에덴 동산에 비를 공급했지만, 홍수도 일으켰다.

길가메시 서사시(기원전 2100–1800년)는 가장 이른시기의 홍수신화 중 하나이다. 이 이야기는 기원전 18세기의 서사시 아트라하시스와 유사한 점이 있는데, 이 이야기에서는 한 무리의 수메르 신들이 메소포타미아를 비옥한 정원 풍경으로 바꾸기 시작한다. 힘든 노동은 '하위' 신들의 반란으로 이어지고, 이를 진정시키기 위해 신들을 대신하여 일할 최초의 인간 한 쌍이 창조된다. 그러나 수천 년 후 인간들은 너무나 번성하여 그들의 소음으로 신들을 방해하게 되고, 따라서 모든 신들 중 가장 높은 엔릴은 인류를 말살하기 위해 강력한 홍수를 일으키기로 결정한다. 반항적인 신 에아는 그의 사제 아트라하시스에게 다가오는 재앙을 비밀리에 경고한다. 그에게 배를 만드는 데 필요한 자세한 지시를 내리면서, 아트라하시스와 그의 가족은 살아남아 인공적으로 창조된 인류의 지속적인 존재를 보장한다. 길가메시 홍수 신화에서는 우트나피쉬팀이라는 남자가 홍수에서 살아남는다. 비슷한 수메르 창조신화 홍수 신화(1600 BCE경), 1890년대 후반 니푸르 유적에서 발견된 토판에서 알려졌으며, 아시리아학자 아르노 푀벨이 해석했다.

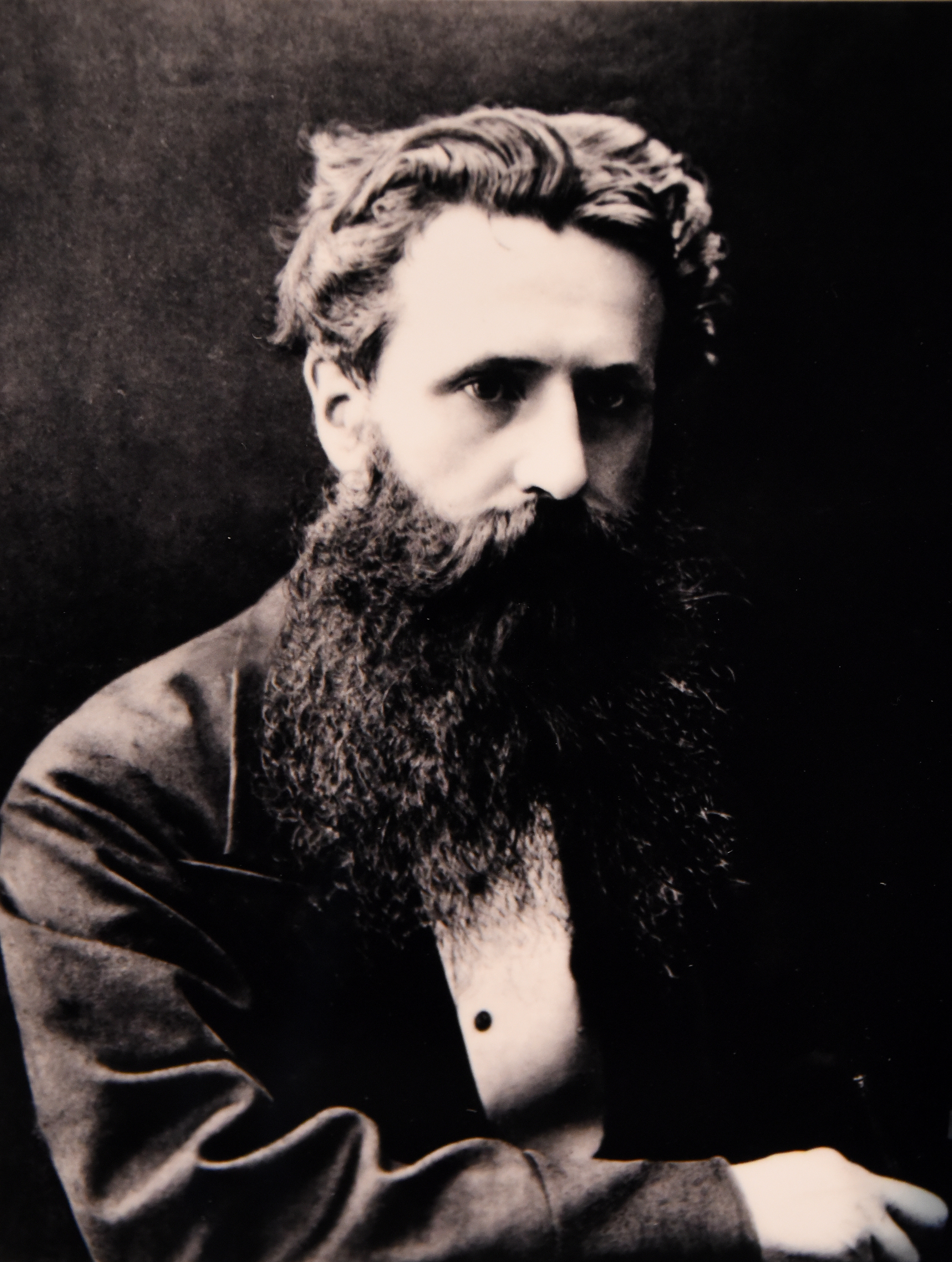
조지 스미스, 길가메시 서사시의 소위 바빌로니아 홍수 이야기 11번 토판을 번역하고 해독한 사람.

새뮤얼 첸은 초기 왕조 3기부터 고바빌로니아 시대까지의 다양한 문헌을 분석하여, 홍수 이야기가 고바빌로니아 시대에 작성된 문헌에만 추가되었다고 주장한다. 수메르 왕명표와 관련하여, 학자들은 항상 수메르 왕명표의 홍수 이전 부분이 본래의 왕명표와 문체적으로 다르다는 점을 지적해왔다. 고바빌로니아 시대의 사본들은 홍수 이전의 전통을 실제 왕명표와는 별개로 나타내는 경향이 있는 반면, 우르 제3왕조 시대의 왕명표 사본과 브록몬 컬렉션의 복사본은 본래의 왕명표가 홍수에 대한 언급과 홍수 이전의 전통과는 독립적으로 존재했음을 보여준다. 첸은 수메르 왕명표의 홍수 이전 부분과 홍수에 대한 언급이 모두 고바빌로니아 시대에 수메르 왕명표가 업데이트되고 편집되는 과정에서 나중에 추가된 것임을 증명하는 증거를 제시한다. 세계 초기 역사에서 홍수가 분수령이었다는 생각은 아마도 고바빌로니아 시대에 메소포타미아 문학 전통에서 등장한 새로운 역사학적 개념이었을 것이다. 이는 우르 제3왕조 시대의 사본에 홍수 모티프가 나타나지 않고, 홍수와 관련된 가장 초기의 연대기적 자료가 고바빌로니아 시대에 나타난다는 사실에서 분명하다. 첸은 또한 "지우수드라"라는 홍수 영웅의 이름과 고바빌로니아 시대 "슈루팍의 지침"에서 그 이름이 암시하는 홍수에 대한 아이디어가 고바빌로니아 시대에만 발전한 것이며, 당시 이 교훈적인 텍스트도 번성하던 대홍수 이전의 전통에서 정보를 업데이트하여 반영되었다고 결론짓는다.
구약성경의 창세기(문서가설에 따르면 기원전 9세기), 야훼 신은 땅의 흙으로 인간을 창조하였으나, 인간의 타락한 상태 때문에 지구를 홍수로 쓸어버리기로 결정한다. 야훼는 주인공인 노아에게 인간과 동물의 생명을 보존하기 위해 방주를 만들 지시를 내린다. 방주가 완성되자 노아, 그의 가족, 그리고 지구상의 모든 동물의 대표자들이 방주에 들어가도록 부름 받는다. 파괴적인 홍수가 시작되자 방주 밖에 있던 모든 생명은 멸망한다. 물이 빠진 후, 방주에 있던 모든 이들이 내리고 야훼는 다시는 홍수로 지구를 심판하지 않겠다는 약속을 한다. 야훼는 이 약속의 증표로 무지개를 만들게 한다.
힌두교에서는 샤타파타 브라마나(기원전 6세기경) 및 푸라나와 같은 문헌에 대홍수 이야기인 만반타라-산드야가 담겨 있으며, 이 이야기에서 비슈누의 아바타라인 마츠야는 최초의 인간인 슈라다데바 마누에게 다가오는 홍수를 경고하고, 거대한 배를 만들 것을 조언한다. 조로아스터교 마즈다크교에서는 앙그라 마이뉴가 가뭄으로 세상을 파괴하려고 하는데, 미트라는 바위에 화살을 쏘아 홍수를 일으키고, 한 남자가 가축들과 함께 방주에서 살아남는다. 노르베르트 외팅거는 이마와 바라 이야기가 원래 홍수 신화였고, 건조한 동부 이란의 특성상 홍수 신화가 혹독한 겨울만큼 큰 영향을 미치지 않았기 때문에 혹독한 겨울이 추가되었다고 주장한다. 그는 비데브다드 2.24에 언급된 녹은 물의 흐름이 홍수 신화의 잔재이며, 인도 홍수 신화의 주인공은 원래 야마였으나 나중에 마누로 바뀌었다고 언급했다.
플라톤의 티마이오스(기원전 360년경 작성)에서 로크리의 티마이오스는 초기 버전과 유사한 홍수 신화를 묘사한다. 이 신화에서 청동기 시대의 인간들은 끊임없는 전쟁으로 높은 신 제우스를 격분시킨다. 제우스는 홍수로 인류를 벌하기로 결정한다. 진흙으로 인간을 창조했던 티탄 프로메테우스는 데우칼리온에게 비밀 계획을 알려주며, 구원받기 위해 방주를 만들 것을 조언한다. 아흐레 밤낮이 지난 후, 물이 빠지기 시작하고 방주는 산에 착륙한다.
북미 북미 대평원 원주민 부족인 샤이엔족은 아마도 미주리강 계곡에서 발생했을, 그들의 역사의 흐름을 바꾼 홍수에 대한 전통을 가지고 있다. 또 다른 대평원 부족인 블랙피트족은 "산 위의 언어"라는 이야기를 가지고 있다. 이 이야기에서 노인이라고 불리는 신 나피는 땅을 휩쓴 대홍수 이야기를 들려준다. 홍수 후 노인은 물을 여러 가지 색깔로 만들었다. 그는 사람들을 큰 산 위에 모아 여러 가지 색깔의 물을 주었다. 그리고 노인은 사람들에게 물을 마신 후 말하라고 했고, 그들은 그렇게 했다. 검은 물을 받은 사람들을 제외하고는 모두 다른 언어를 말하고 있었고, 그들은 같은 언어를 말하고 있었으며, 그들은 블랙피트의 부족들, 피건 (아파토시피쿠니와 암스카피피쿠니), 식시카, 그리고 블러드 (카이나이)로 구성되어 있었다. 이것은 몬태나 인디언 보호구역에서 가장 높은 산에서 일어났다고 한다.
미국 남서부의 호피족은 산 정상 부근까지 물이 차올랐던 홍수에 대한 전통을 가지고 있으며, 다른 푸에블로족들도 비슷한 전설을 가지고 있다.

## 역사성
최종 빙기(대략 115,000년 전 – 대략 11,700년 전) 이후의 홍수는 오늘날까지 전해지는 신화에 영감을 주었을 것으로 추측된다. 플라톤의 아틀란티스 비유는 그의 시대보다 9,000년 이상 전에 설정되어 있어, 일부 학자들은 지중해 근처에 살던 석기 시대 사회가 해수면 상승으로 사라졌을 수 있으며, 이 사건이 이야기의 기반이 되었을 수 있다고 제안한다.
고고학자 브루스 마스는 전 세계 여러 문화권에서 발견된 대홍수 이야기 중 일부는 일식 시기, 아프리카와 남극 사이에서 발생한 해저 유성 충돌과 관련이 있을 수 있으며, 이로 인해 지진해일이 발생했다고 주장했다. 그가 분석한 175개의 신화 중에는 당시 다섯 행성의 정렬에 대해 이야기하는 힌두교 신화와 홍수를 뉘와 여왕의 통치 말기와 연결하는 중국 이야기가 포함되어 있었다. 14개의 홍수 신화는 완전한 일식을 언급한다. 마스에 따르면 이러한 지표들은 기원전 2807년 5월 10일을 가리킨다. 그의 가설은 유성 또는 혜성이 기원전 3000–2800년경 인도양에 충돌하여 18-마일 (29 km) 해저 버클 크레이터와 페남보시 쉐브론을 만들었으며, 해안 지역을 침수시킨 거대한 쓰나미를 발생시켰다고 제안한다.

### 메소포타미아
메소포타미아는 다른 초기 강 유역 문명 지역과 마찬가지로 홍수에 취약했으며, 계곡 전체가 침수되는 경험을 한 사람들에게는 홍수가 그들의 알려진 세계 전체를 파괴할 수 있었다. 1930년대 슈루팍(현대 이라크의 텔 파라) 발굴 보고서에 따르면, 해당 지역의 젬데트 나스르와 초기 왕조 지층은 60cm 두께의 황색 충적 사암 및 점토층으로 구분되어 있었으며, 이는 홍수를 나타낸다. 이는 하도 변경에 의해 발생한 것과 유사하며, 티그리스-유프라테스 강 유역에서 흔한 현상이다. 비슷한 지층이 다른 지역에서도 발견되었으나, 모두 다른 시기에 속하며, 이는 하도 변경의 특성과 일치한다.
메소포타미아 전설에 따르면 슈루팍은 다가오는 홍수에서 살아남기 위해 배를 만든 왕 우트나피쉬팀의 도시였다. 이 충적층은 기원전 2900년경으로 거슬러 올라간다.

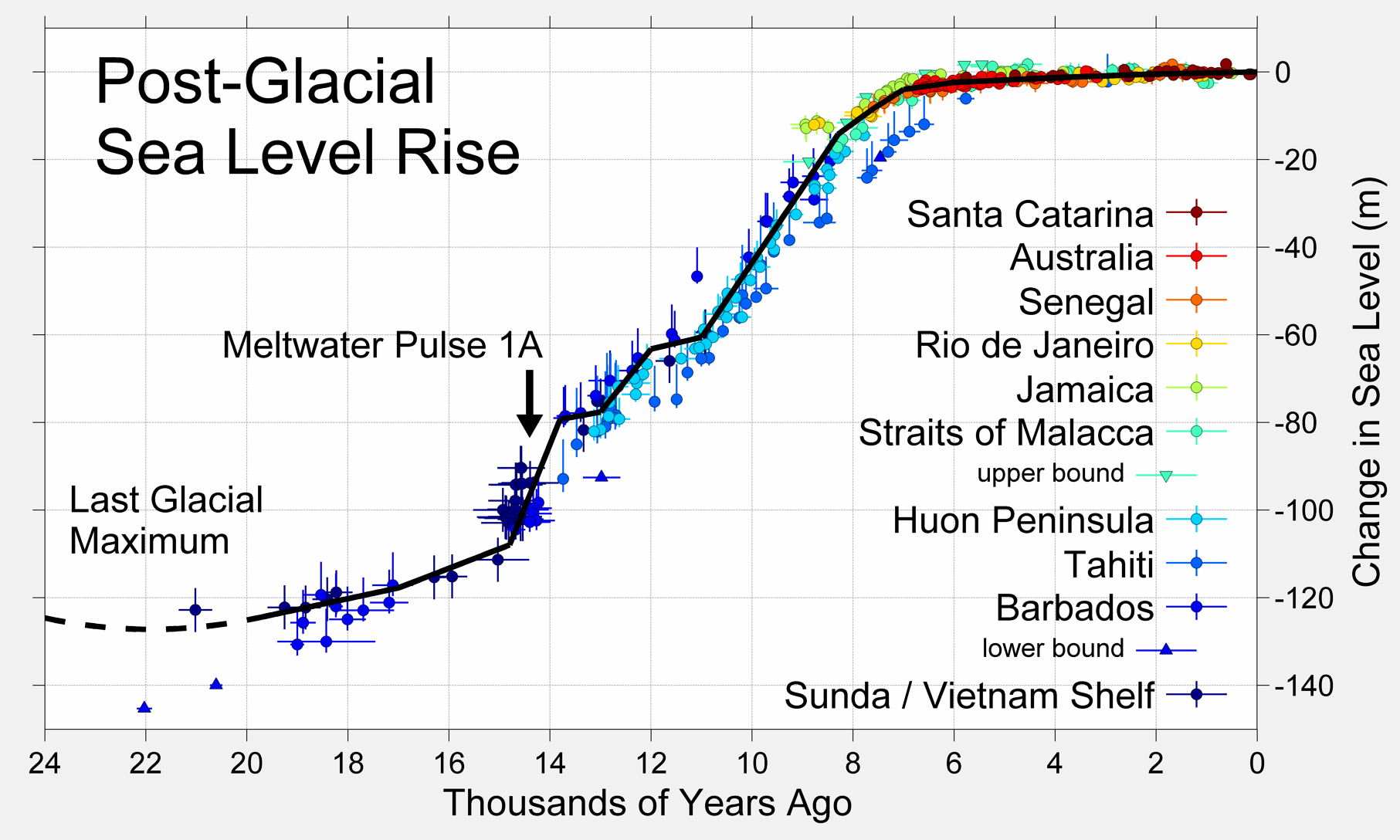
최종 빙기 극대기 이후 수천 년 동안 지구의 해수면은 극적으로 상승했다.

메소포타미아 지역의 지형은 마지막 빙하기 이후 해수면이 상승하면서 페르시아만이 채워지면서 크게 변했다. 전 세계 해수면은 약 18,000년 BP에는 현재보다 120 m (390 ft) 낮았고, 8,000년 BP에 현재 수준에 도달할 때까지 상승했다. 현재 페르시아만은 수면이 바닥보다 평균 40 m (130 ft) 위에 있으며, 이는 메소포타미아에 거대한 (800 km × 200 km, 500 mi × 120 mi) 저지대 비옥한 지역이었고, 걸프 오아시스 주변에는 100,000년 동안 인간 거주지가 강했을 것으로 추정된다. 현재 해수면 위에 있는 정착지들의 갑작스러운 증가는 약 7,500년 BP에 기록되었다.

### 지중해 분지
역사학자 아드리엔 메이어는 전 세계 홍수 이야기가 내륙 및 산악 지역에서 발견된 고대 조개껍데기와 물고기 화석의 관찰에서 영감을 받았을 수 있다고 이론화한다. 고대 그리스인, 이집트인, 로마인 모두 그러한 장소에서 이러한 유물의 발견을 기록했다. 그리스인들은 산꼭대기에서 발견된 조개껍데기와 물고기 화석을 증거로 들며 지구가 여러 차례 물로 덮였었다고 가정했다.
데우칼리온 신화에 대한 추측은 테라 분화 (대략 기원전 1630–1600년)로 인해 발생한 지중해의 거대한 지진해일을 신화의 역사적 기반으로 상정했다. 지진해일이 남부 에게해와 크레타를 강타했지만, 미케네, 아테네, 테베와 같은 그리스 본토의 도시에는 영향을 미치지 않았고, 이들 도시는 계속 번성하여 지역 전체에 미치는 영향보다는 지역적인 영향이 있었음을 나타낸다.

#### 흑해홍수설
흑해홍수설은 논란이 많은 장기적 홍수에 대한 설명을 제시한다. 이 가설은 기원전 5600년경 지중해에서 흑해 분지로 물이 재앙적으로 쏟아져 들어왔다고 주장한다. 이는 상당한 논의의 대상이 되어왔다. 영거 드라이아스 충돌 가설은 홍수 신화에 대한 또 다른 자연적 설명을 제시했다. 그러나 이 아이디어는 마찬가지로 논란이 많았고 반박되었다.

### 혜성

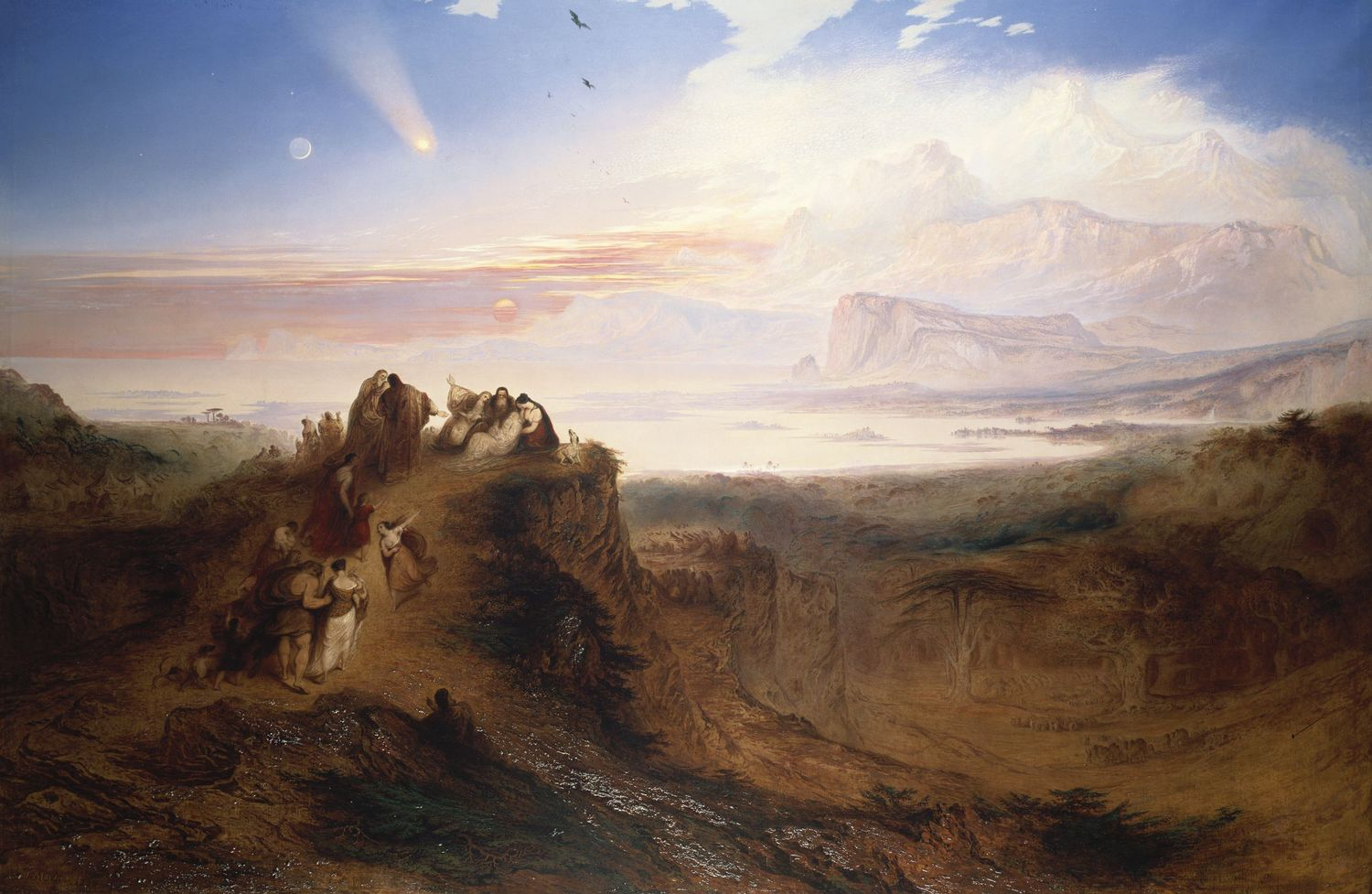
존 마틴의 "대홍수 전야", 1840년. 대홍수를 일으키는 혜성을 묘사한다.

인류에 광범위한 영향을 미친 혜성에 대한 가장 초기의 알려진 가설은 에드먼드 핼리에게 귀속될 수 있는데, 그는 1694년에 세계적인 홍수가 혜성의 근접 통과로 인한 것이라고 제안했다. 이 문제는 아이작 뉴턴의 이론을 지지하고 대중화한 윌리엄 휘스턴에 의해 더 자세히 다뤄졌는데, 그는 그의 저서 지구의 새로운 이론 (1696)에서 혜성과의 만남이 기원전 2342년에 일어난 노아의 성경적 홍수의 가능한 원인이었다고 주장했다. 휘스턴은 또한 대기의 기원과 지구의 다른 중요한 변화들도 혜성의 영향에 기인한다고 보았다.
피에르시몽 라플라스의 1796년에 처음 출판된 저서 Exposition Du Systême Du Monde (세계의 시스템)에서 그는 다음과 같이 말했다.
[T]he greater part of men and animals drowned in a universal deluge, or destroyed by the violence of the shock given to the terrestrial globe; whole species destroyed; all the monuments of human industry reversed: such are the disasters which a shock of a comet would produce.

유사한 가설은 미네소타 주 하원의원이자 유사고고학 작가인 이그나티우스 L. 도넬리가 그의 더 잘 알려진 저서 아틀란티스: 선사 시대의 세계 (1882)에 이어 라그나로크: 불과 자갈의 시대 (1883)에서 대중화되었다. 라그나로크에서 도넬리는 거대한 혜성이 기원전 6,000년에서 9,000년경에 지구를 강타하여, "잃어버린 대륙" 아틀란티스의 선진 문명을 파괴했다고 주장했다. 도넬리는 그 이전의 학자들을 따라 이 사건을 성경적 홍수의 원인으로 돌렸으며, 이 사건이 또한 재앙적인 화재와 기후 변화를 초래했다고 가정했다. 라그나로크 출판 직후 한 평론가는 "휘스턴은 노아의 홍수가 혜성의 꼬리에서 비롯되었다는 것을 확인했지만, 도넬리는 혜성 홍수뿐만 아니라 혜성 불과 혜성 돌비에도 우리 행성이 시달렸음을 보여줌으로써 휘스턴을 능가했다"고 언급했다.

## 예술

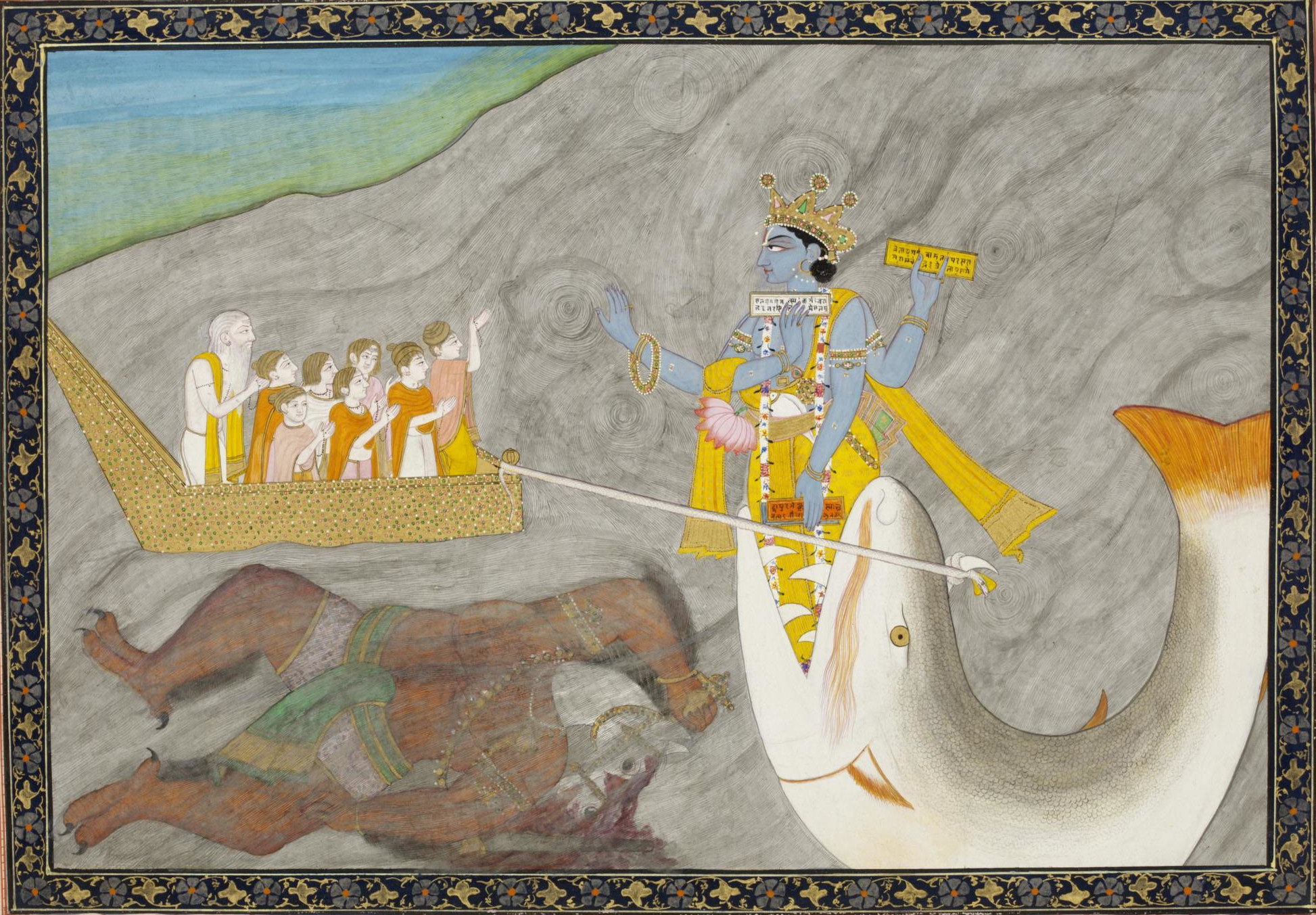
마츠야-아바타라 주 비슈누는 악마를 물리친 후 마누의 배를 끌어당긴다.
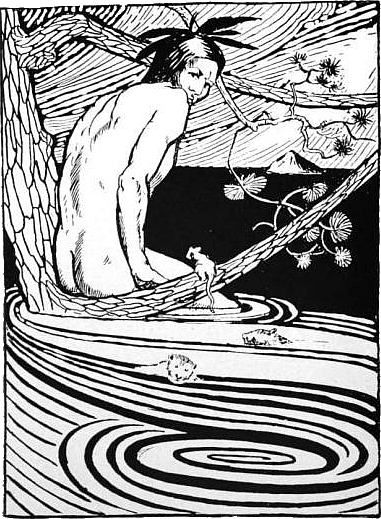
R. C. 아머의 저서 《북아메리카 인디언 동화, 민속 및 전설》(1905) 삽화에서 오지브웨이족 홍수 이야기 속 나나보조
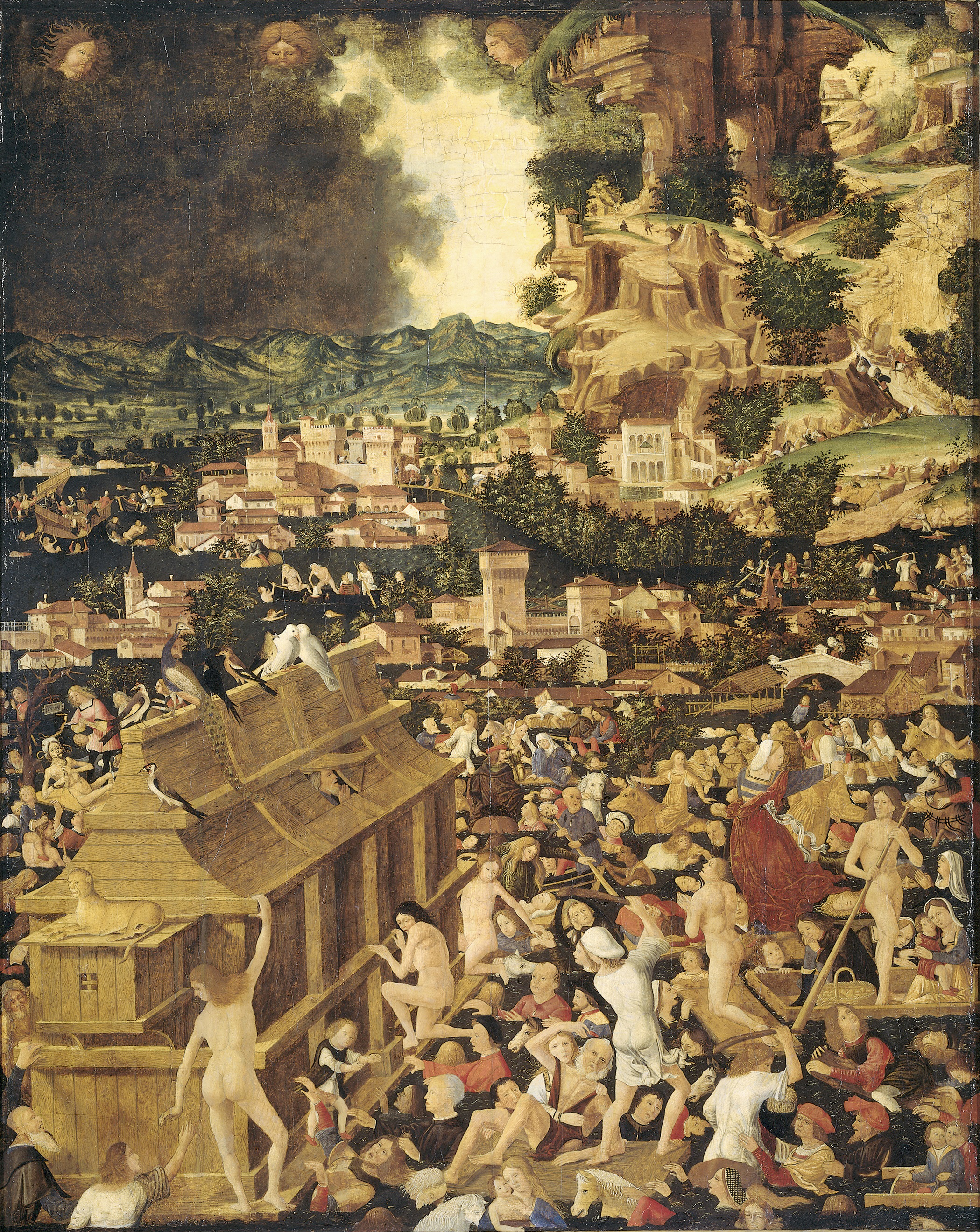
암스테르담 국립미술관 소장, 익명 화가 작, 폼 라트 유증의 대홍수
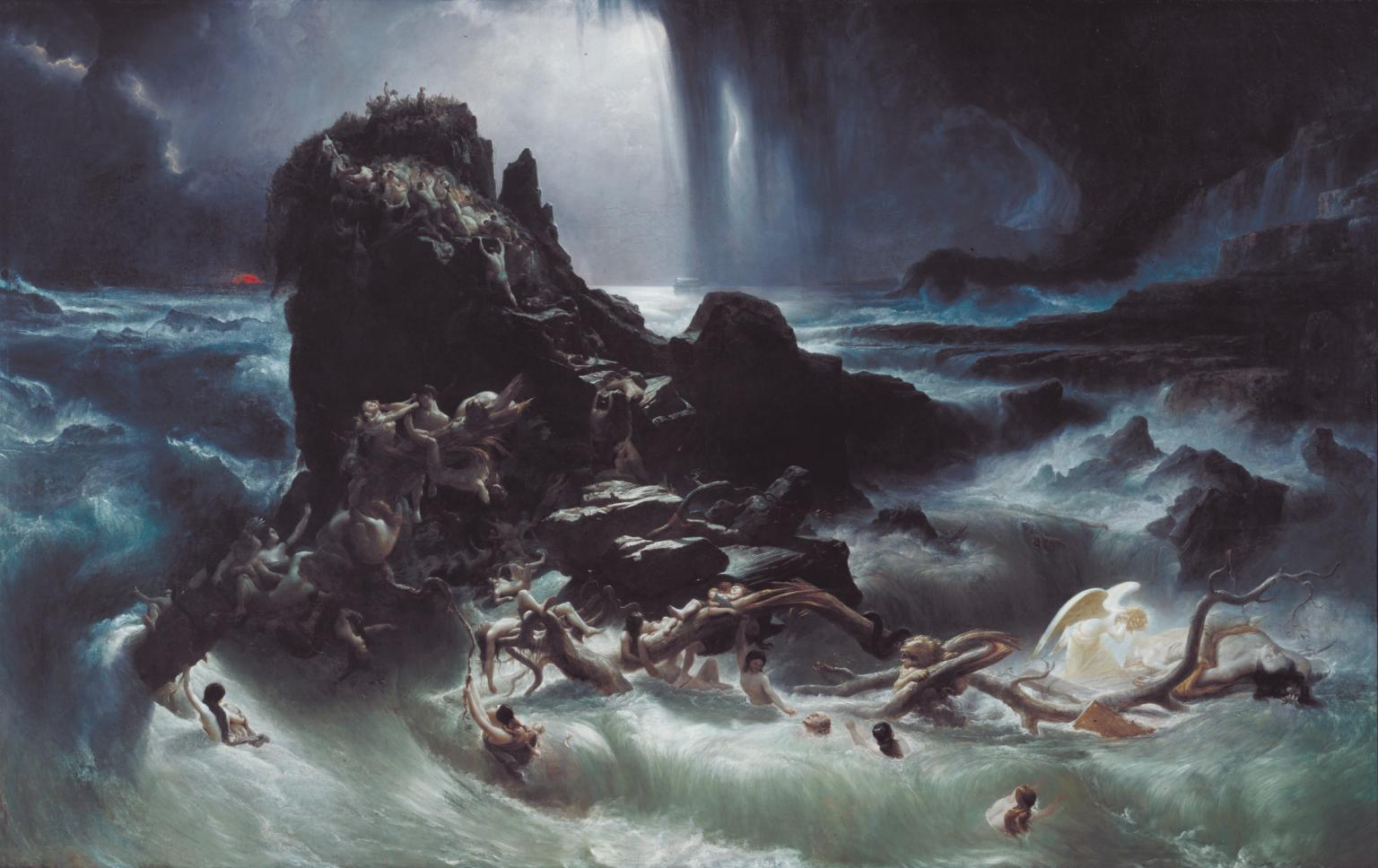
프랜시스 댄비의 대홍수, 1840년. 캔버스에 유화. 테이트 갤러리
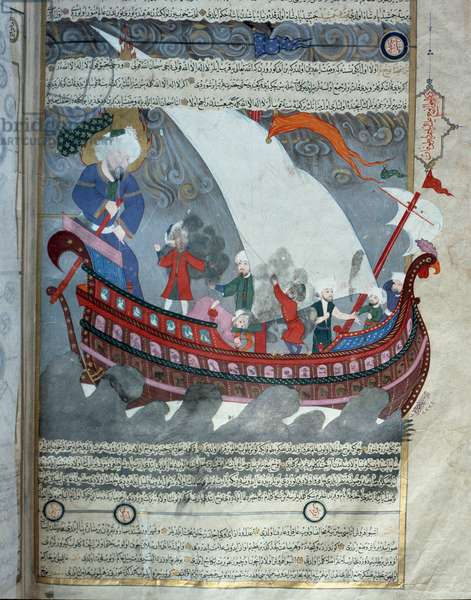
무라트 3세에게 헌정된 1583년 이스탄불 터키 이슬람 미술관의 주브다트 알타와리크에 실린 노아의 방주
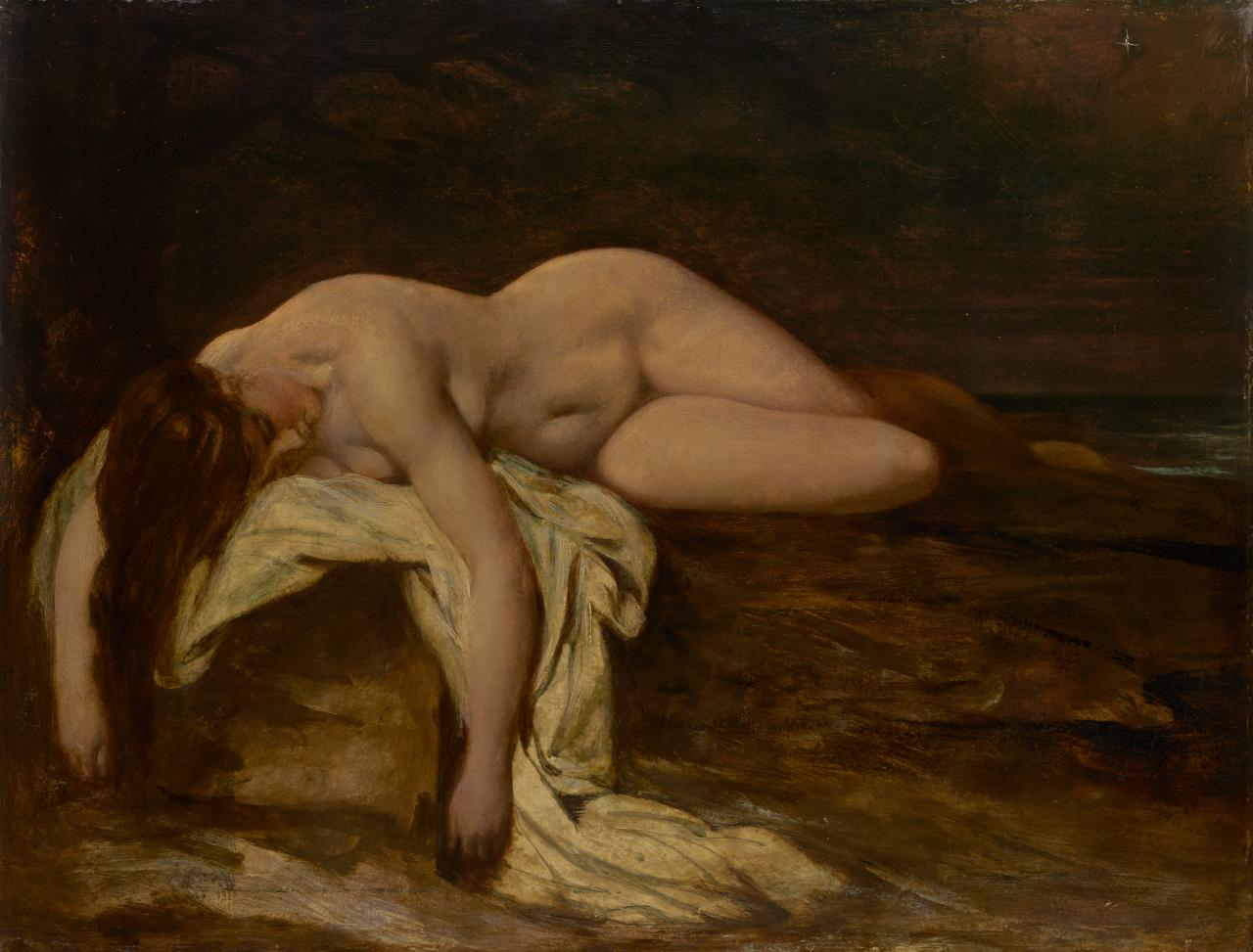
'대홍수 연구' 1843년 윌리엄 에티가 신화적 홍수 또는 '대홍수'의 여파를 묘사한 그림.

## 같이 보기
- 해수면 상승

### 설명주
1. ↑  앤드류 R. 조지는 길가메시 서사시의 현대판은 기원전 1300년에서 1000년 사이에 살았던 신레키운닌니에 의해 편찬되었다고 지적한다.[3]
2. ↑  아트라하시스 홍수 신화는 길가메시 홍수 신화에는 없는 일부 내용을 포함하고 있다.[4]
3. ↑  라그나로크: 불과 자갈의 시대 (1883)에서 도넬리는 노아의 홍수가 "아마도 8천에서 1만1천 년 전"(기원전 6,117년에서 9,117년)에 일어났을 것이라고 제안했다.[53] 그의 이전 저서 아틀란티스: 선사 시대의 세계 (1882)에서 도넬리는 플라톤의 시간대를 따랐고, 아틀란티스의 파괴 시기를 기원전 9,600년(11,550년 BP)으로 제시했다.[54]

### 참조주
1. ↑  Leeming, David (2004). 《Flood | The Oxford Companion to World Mythology》. Oxford University Press. ISBN 9780195156690. 2010년 9월 17일에 확인함.
2. ↑  Tigay, Jeffrey H. (2002) [1982]. 《The Evolution of the Gilgamesh Epic》. Bolchazy-Carducci Publishers. 23, 218, 224, 238쪽. ISBN 9780865165465.
3. ↑  George 2003, ii, xxiv–v쪽.
4. ↑  George 2003, xxx쪽.
5. ↑  Finkel, Irving (2014). 《The Ark Before Noah》. Doubleday. ISBN 9780385537124.
6. ↑  Pritchard, James B., 편집. (1969) [1955]. 《Ancient Near Eastern Texts Relating to the Old Testament》. 프린스턴 대학교 출판부. 44쪽. a flood [will sweep] over the cult-centers; to destroy the seed of mankind; is the decision, the word of the assembly [of the gods].
7. ↑  “Utnapishtim | Noah, Flood & Epic | Britannica”. 《www.britannica.com》 (영어). 2024년 11월 4일에 확인함.
8. ↑  Black, Jeremy A.; Cunningham, Graham; Robson, Eleanor; Zólyomi, Gábor, 편집. (2004). 〈The Flood story〉. 《The Literature of Ancient Sumer》. Oxford: Oxford University Press (2006에 출판됨). 212쪽. ISBN 9780199296330. 2021년 2월 5일에 확인함. The Sumerian story of the universal Flood [...] resembles the longer version preserved in the Babylonian poems Atra-hasis and the Epic of Gilgamesh.
9. ↑  Black, Jeremy; Cunningham, G.; Robson, E.; Zolyomi, G. The Literature of Ancient Sumer, Oxford University Press, 2004. ISBN 0-19-926311-6
10. ↑  “Yi Samuel Chen”. 홍콩 대학. 2023년 3월 28일에 원본 문서에서 보존된 문서. 2023년 3월 28일에 확인함.
11. ↑  Chen, Yi Samuel (2013). 《The Primeval Flood Catastrophe》. Oxford University Press. doi:10.1093/acprof:oso/9780199676200.001.0001. ISBN 978-0-19-967620-0.
12. ↑  Davidson, Robert (1973). 《Genesis 1–11》. Cambridge University Press. 30쪽. ISBN 9780521097604.
13. ↑  Cotter, David W. (2003). 《Genesis》. 미네소타주 칼리지빌: Liturgical Press. 49–51쪽. ISBN 0814650406.
14. ↑  Eggeling, Julius (1882). 《Satapatha Brahmana, Part 1》. 216–218 (1:8:1:1–6)쪽.
15. ↑  Witzel, Michael (1995). 〈Early Indian history: Linguistic and textual parametres〉 (PDF).   Erdosy, George. 《The Indo-Aryans of Ancient South Asia: Language, Material Culture, and Ethnicity》. Boston: De Gruyter. 136쪽.
16. ↑  Gupta, S. V. (2010). 〈Ch. 1.2.4 Time Measurements〉.   Hull, Robert; Osgood, Richard M. Jr.; Parisi, Jurgen; Warlimont, Hans. 《Units of Measurement: Past, Present and Future. International System of Units》. Springer Series in Materials Science 122. 스프링거. 7–8쪽. ISBN 9783642007378. Paraphrased: Mahayuga equals 12,000 Deva (divine) years (4,320,000 solar years). Manvantara equals 71 Mahayugas (306,720,000 solar years). Kalpa (day of Brahma) equals an Adi Sandhya, 14 Manvantaras, and 14 Sandhya Kalas, where 1st Manvantara preceded by Adi Sandhya and each Manvantara followed by Sandhya Kala, each Sandhya lasting same duration as Satya yuga (1,728,000 solar years), during which the entire earth is submerged in water. Day of Brahma equals 1,000 Mahayugas, the same length for a night of Brahma (Bhagavad-gita 8.17). Brahma lifespan (311.04 trillion solar years) equals 100 360-day years, each 12 months. Parardha is 50 Brahma years and we are in the 2nd half of his life. After 100 years of Brahma, the universe starts with a new Brahma. We are currently in the 28th Kali yuga of the first day of the 51st year of the second Parardha in the reign of the 7th (Vaivasvata) Manu.
17. ↑  Krishnamurthy, V. (2019). 〈Ch. 20: The Cosmic Flow of Time as per Scriptures〉. 《Meet the Ancient Scriptures of Hinduism》. Notion Press. ISBN 9781684669387. Each manvantara is preceded and followed by a period of 1,728,000 (= 4K) years when the entire earthly universe (bhu-loka) will submerge under water. The period of this deluge is known as manvantara-sandhya (sandhya meaning, twilight).
18. ↑  "Matsya". 브리태니커 백과사전.
19. ↑  Klostermaier, Klaus K. (2007). 《A Survey of Hinduism》. SUNY Press. 97쪽. ISBN 978-0-7914-7082-4.
20. ↑  Sehgal, Sunil (1999). 《Encyclopaedia of Hinduism》. 2: C–G. Sarup & Sons. 401–402쪽. ISBN 81-7625-064-3.
21. ↑  Smith, Homer W. (1952). 《Man and His Gods》. New York: 그로셋 & 던랩. 128–29쪽.
22. ↑  Oettinger, Norbert (2013).  Jamison, S. W.; Melchert, H. C.; Vine, B., 편집. 《Before Noah: Possible Relics of the Flood-Myth in Proto-Indo-Iranian and Earlier》. 《Proceedings of the 24th Annual UCLA Indo-European Conference》 (Bremen). 169–183쪽.
23. ↑  “Platon Timaios” (PDF). 《www.24grammata.com》. 2018년 10월 24일에 원본 문서 (PDF)에서 보존된 문서.
24. ↑  Seger, John H. (1934). 《Early Days Among the Cheyenne and Arapahoe Indians》. 147–148쪽.
25. 1 2  Duvall, D.C.; Clark Wissler (1995). 《Mythology of the Blackfoot Indians》. Lincoln, NE: University of Nebraska Press. 19쪽. 2008년 8월 3일에 원본 문서에서 보존된 문서. 2017년 8월 24일에 확인함.
26. ↑  Hough, Walter (1915). 《The Hopi Indians》. Torch Press. 144, 203쪽.
27. ↑  “Biblical-Type Floods Are Real, and They're Absolutely Enormous”. DiscoverMagazine.com. 2012년 8월 29일. 2023년 3월 20일에 확인함.
28. ↑  〈Legends of Atlantis〉. 《바다를 배수하다》. 시즌 1. 제5 회. 2018.  42–45 분. 내셔널 지오그래픽.
29. ↑  Alan Boyle (2000년 2월 24일). “Adding up the risks of cosmic impact”. MSNBC. 2006년 2월 3일에 원본 문서에서 보존된 문서.
30. ↑  Sandra Blakeslee (2006년 11월 14일). “Did an Asteroid Impact Cause an Ancient Tsunami?”. 《The New York Times》. The New York Times.
31. ↑  Scott Carney (2007년 11월 15일). 《Did a Comet Cause the Great Flood?》. 《Discover》. 2023년 2월 9일에 원본 문서에서 보존된 문서.
32. ↑  “Ancient Crash, Epic Wave”. 《The New York Times》. 2006년 11월 14일.
33. ↑  Compare:Peloubet, Francis Nathan (1880). 《Select Notes on the International Sabbath School Lessons》. Boston: W. A. Wilde and Company. 157쪽. 2021년 4월 29일에 확인함. ... the flood ... extended to all the then known world.
34. ↑  Schmidt, Erich (1931). 《Excavations at Fara, 1931》. 《University of Pennsylvania's Museum Journal》 2. 193–217쪽.
35. ↑  Morozova, Galina S. (2005). 《A review of Holocene avulsions of the Tigris and Euphrates rivers and possible effects on the evolution of civilizations in lower Mesopotamia》. 《Geoarchaeology》 (영어) 20. 401–423쪽. Bibcode:2005Gearc..20..401M. doi:10.1002/gea.20057. ISSN 1520-6548. S2CID 129452555.
36. ↑  윌리엄 W. 할로 and 윌리엄 켈리 심프슨 (1971). 《The Ancient Near East: A History》.
37. ↑  “Lost Civilization Under Persian Gulf?”, 《Science Daily》, 2010년 12월 8일
38. ↑  Rose, Jeffrey I. (December 2010), “New Light on Human Prehistory in the Arabo-Persian Gulf Oasis”, 《Current Anthropology》 51 (6): 849–883, doi:10.1086/657397, S2CID 144935980
39. ↑  Mayor, Adrienne (2011). 《The First Fossil Hunters: Paleontology in Greek and Roman Times: with a new introduction by the author》. Princeton: Princeton University Press. ISBN 978-0691058634.
40. ↑  Castleden, Rodney (2001) "Atlantis Destroyed" (Routledge).
41. ↑  "'Noah's Flood' Not Rooted in Reality, After All?" 내셔널 지오그래픽 뉴스, February 6, 2009.
42. ↑  Sarah Hoyle (2007년 11월 18일). “Noah's flood kick-started European farming”. 엑시터 대학교. 2023년 11월 20일에 원본 문서에서 보존된 문서. 2010년 9월 17일에 확인함.
43. ↑  Boslough, Mark (March 2023). 《Apocalypse!》. 《Skeptic Magazine》 28. 51–59쪽. plagued by self contradictions, logical fallacies, basic misunderstandings, misidentified impact evidence, abandoned claims, irreproducible results, questionable protocols, lack of disclosure, secretiveness, failed predictions, contaminated samples, pseudoscientific arguments, physically impossible mechanisms, and misrepresentations
44. ↑  Holliday, Vance T.; Daulton, Tyrone L.; Bartlein, Patrick J.; Boslough, Mark B.; Breslawski, Ryan P.; Fisher, Abigail E.; Jorgeson, Ian A.; Scott, Andrew C.; Koeberl, Christian; Marlon, Jennifer; Severinghaus, Jeffrey; Petaev, Michail I.; Claeys, Philippe (2023년 7월 26일). 《Comprehensive refutation of the Younger Dryas Impact Hypothesis (YDIH)》. 《Earth-Science Reviews》 (영어) 247. 104502쪽. Bibcode:2023ESRv..24704502H. doi:10.1016/j.earscirev.2023.104502. ISSN 0012-8252.
45. ↑  “John Martin (1789-1854) - The Eve of the Deluge”. 《영국 왕실 컬렉션 트러스트》. 2021년 4월 29일에 원본 문서에서 보존된 문서. 2021년 7월 15일에 확인함.
46. ↑  Levitin, Dmitri (4 9 2013), “Halley and the eternity of the world revisited”, 《Notes and Records of the Royal Society》 67 (4), doi:10.1098/RSNR.2013.0019, PMC 3826193, However, [Edmond Halley] returned to the subject a year later in a lecture 'About the Cause of the Universal Deluge' read to the Society on 12 December 1694. Halley advanced a theory of periodic catastrophism; specifically, he suggested—two years before a similar idea was put forward by William Whiston—that the Flood was caused by a comet. 필요 이상의 변수가 사용됨: |author1= 및 |last= (도움말); , 위키데이터 Q94018436
47. ↑  Halley, Edmond (31 12 1724), “VII. Some cosiderations about the cause of the universal Deluge, laid before the Royal Society, on the 12th of December 1694”, 《왕립학회의 철학적 거래》 33 (383), Bibcode:1724RSPT...33..118H, doi:10.1098/RSTL.1724.0023 필요 이상의 변수가 사용됨: |author1= 및 |last= (도움말); 필요 이상의 변수가 사용됨: |author-link1= 및 |author-link= (도움말); , 위키데이터 Q108458886
48. ↑  Strauss, Mark (2016년 12월 30일). “Why Newton Believed a Comet Caused Noah's Flood”. 《내셔널 지오그래픽》. 2021년 9월 20일에 원본 문서에서 보존된 문서. 2021년 11월 14일에 확인함. Working backward, Whiston noted that one such cosmic encounter occurred in 2342 B.C., which, at the time, was believed to be the date of the great Deluge.
49. ↑  Meehan, Richard L. (1999). “Whiston's Flood”. 2024년 12월 9일에 원본 문서에서 보존된 문서. 2019년 6월 7일에 확인함.
50. ↑  May, Andrew (2019). 《Cosmic impact: understanding the threat to Earth from asteroids and comets》. London: Icon Books, Limited. 8쪽. ISBN 978-1-78578-493-4. OCLC 1091996674. In his book The System of the World, first published in  1796, Laplace speculated that cometary impacts might result in global extinctions.
51. ↑  Laplace, Pierre Simon (1796). 《Exposition Du Systême Du Monde》 (프랑스어). Paris, France: 체르클 소셜. 61–62쪽. [U]ne grande partie des hommes et des animaux, noyée dans ce déluge universel, ou détruite par la violente secousse imprimée au globe terrestre; des espèces entières anéanties; tous les monumens de l’industrie humaine, renversés; tels sont les désastres que le choc d’une comète a dû produire.
52. ↑  Laplace, Pierre Simon (1809). 《The System of the World》. 번역 Pond, John. 64쪽. [T]he greater part of men and animals drowned in a universal deluge, or destroyed by the violence of the shock given to the terrestrial globe; whole species destroyed; all the monuments of human industry reversed: such are the disasters which a shock of a comet would produce.
53. ↑  Donnelly, Ignatius Loyola (1883). 《Ragnarok: The Age of Fire and Gravel》. New York, D. Appleton and Company. 404쪽. The Deluge of Noah probably occurred somewhere from eight to eleven thousand years ago. Hence, about twenty thousand years probably intervened between the Drift and the Deluge. These were the 'myriads of years' referred to by Plato, during which mankind dwelt on the great plain of Atlantis.
54. ↑  Donnelly, Ignatius Loyola (1882). 《Atlantis: The Antediluvian World》. 29쪽. Plato states that the Egyptians told Solon that the destruction of Atlantis occurred 9000 years before that date, to wit, about 9600 years before the Christian era.
55. ↑  Winchell, Alexander (1887). 《Ignatius Donnelly's Comet》. 《The Forum》 IV. 115쪽.

## 더 읽어보기
- Bailey, Lloyd R. Noah, the Person and the Story, University of South Carolina Press, 1989. ISBN 0-87249-637-6
- Best, Robert M. Noah's Ark and the Ziusudra Epic, Sumerian Origins of the Flood Myth, 1999, ISBN 0-9667840-1-4
- Cheyne, Thomas Kelly (1878). 〈Deluge〉. 《브리태니커 백과사전》 VII 9판. 54–57쪽.
- Dundes, Alan (ed.) The Flood Myth, University of California Press, Berkeley, 1988. ISBN 0-520-05973-5
- Faulkes, Anthony (trans.) Edda (Snorri Sturluson). 에브리맨스 라이브러리, 1987. ISBN 0-460-87616-3
- Greenway, John (ed.), The Primitive Reader, Folkways, 1965. [{{{설명}}}]
- Grey, G. Polynesian Mythology. Whitcombe and Tombs, Christchurch, 1956. [{{{설명}}}]
- Lambert, W. G. and Millard, A. R., Atra-hasis: The Babylonian Story of the Flood, Eisenbrauns, 1999. ISBN 1-57506-039-6
- Masse, W. B. "The Archaeology and Anthropology of Quaternary Period Cosmic Impact", in Bobrowsky, P., and Rickman, H. (eds.) Comet/Asteroid Impacts and Human Society: An Interdisciplinary Approach Berlin, Springer Press, 2007. pp. 25–70. [{{{설명}}}]
- Reed, A. W. Treasury of Maori Folklore A.H. & A.W. Reed, Wellington, 1963. [{{{설명}}}]
- Reedy, Anaru (trans.), Nga Korero a Pita Kapiti: The Teachings of Pita Kapiti. Canterbury University Press, Christchurch, 1997. [{{{설명}}}]
- 세계 여러 지역의 다른 많은 구전 요소들과 마찬가지로, 홍수 생존과 인간 재시작(모티프 A 1021.0.2 및 관련 요소)에 대한 이야기는 스티스 톰슨의 《민담 색인》에 나타난다.[1]

1. ↑  
Quoted in:
Lindell, Kristina; Swahn, Jan-Öjvind; Tayanin, Damrong (1988). 〈The Flood: Three Northern Kammu Versions of the Story of Creation〉.   Dundes, Alan. 《The Flood Myth》. Berkeley: University of California Press. 279쪽. ISBN 9780520063532. 2021년 2월 5일에 확인함. A 1021.0.2 [...] Escape from deluge in wooden cask (drum)